# Robert M. Lightfoot Jr.
Pour les articles homonymes, voir Lightfoot.
Robert M. Lightfoot, Jr., né en 1963, est un ingénieur et dirigeant de la National Aeronautics and Space Administration (NASA). Il est administrateur adjoint de la NASA de 2012 à 2018 et exerce les fonctions d'administrateur par intérim de l'agence du 20 janvier 2017 au 23 avril 2018, date à laquelle Jim Bridenstine, nommé par Donald Trump, est confirmé par le Sénat.

## Biographie

### Formation
Originaire de Montevallo en Alabama, Robert Lightfoot a obtenu, en 1986, un baccalauréat en génie mécanique à l'université de l'Alabama. Il est membre du Conseil consultatif de l'ingénierie mécanique de l'université d'Alabama.

### Carrière
Robert Lightfoot a commencé sa carrière à la NASA à Marshall en 1989 en tant qu'ingénieur d'essai et directeur pour le programme de test du moteur principal de la navette spatiale et le programme de test du moteur RD-180 d'Atlas. En 1998, il a été nommé chef adjoint de la division de test de propulsion de Marshall. Il a été affecté au centre spatial John C. Stennis de la NASA en 1999 en tant que chef des opérations de test de propulsion. En 2001, il a été nommé directeur adjoint de la Direction des tests de propulsion à Stennis et en mars 2002, il a été promu directeur.
De 2003 à 2005, Robert Lightfoot a été administrateur associé adjoint pour le programme de la navette spatiale au Bureau des opérations spatiales au siège de la NASA à Washington, D.C. Il est revenu à Marshall en 2005 en tant que directeur du Bureau de propulsion de la navette spatiale. En 2007, il a été nommé directeur adjoint du Centre de vol spatial Marshall à Huntsville en Alabama, où il partageait la responsabilité de la gestion du centre. Il a servi dans cette fonction jusqu'à ce qu'il devienne directeur par intérim le 26 mars 2009, après le départ à la retraite de l'ancien administrateur, David A. King. Il a été officiellement nommé directeur du Centre de vol spatial Marshall le 24 août 2009.
En février 2012, la NASA annonce que Robert Lightfoot deviendra l'administrateur adjoint par intérim de l'agence spatiale à compter du 5 mars 2012 en remplacement de Chris Scolese, nommé directeur du Goddard Space Flight Center à Greenbelt, dans le Maryland. Lightfoot devient administrateur adjoint en titre le 25 septembre suivant.
Il est nommé administrateur de la NASA par intérim à compter du 20 janvier 2017, succédant à Charles Bolden qui a pris sa retraite avec la fin du mandat de Barack Obama. Il occupe cette fonction jusqu'en avril 2018, date à laquelle Jim Bridenstine est confirmé nouvel administrateur de l'agence. Le 30 avril suivant, Lightfoot annonce quitter l'agence,.
En juillet 2018, Lightfoot rejoint le bureau de l'entreprise Firefly Aerospace.

## Récompenses et honneurs
Robert Lightfoot a reçu plusieurs récompenses au cours de sa carrière, notamment le Presidential Rank Award attribué aux dirigeants méritants de 2006 et la NASA Outstanding Leadership Medal, le récompensant pour son travail sur la sécurité lors des vols de la navette spatiale.